# Wapen van Antananarivo

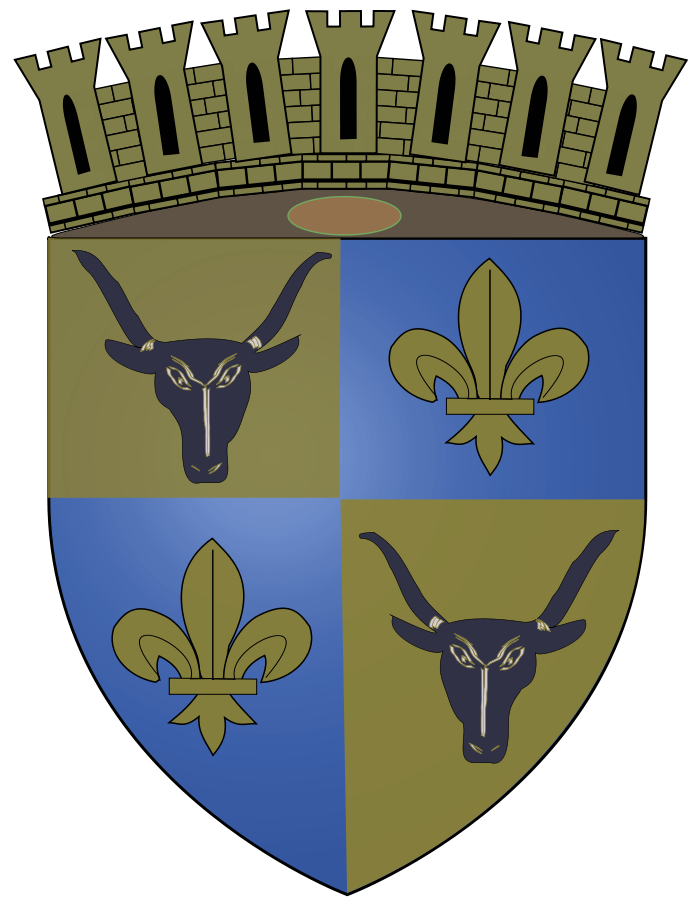
Het wapen van Antananarivo

Het wapen van Antananarivo werd in 1950 ontworpen voor de Malagassische hoofdstad Antananarivo. Het wapen heeft eveneens een motto: ny arivo lahy tsy maty indray andro, wat in het Nederlands duizend mannen kunnen niet op een dag sterven betekent.

## Uiterlijk
Het wapen is in vier kwartieren gedeeld: het eerste en vierde zijn van goud met daarop een zwarte kop van een zeboe, een rund dat op het eiland voorkomt, in het tweede en derde kwartier op een blauwe ondergrond een gouden fleur-de-lys. De lelie symboliseert Frankrijk, het eiland was sinds 1882 Frans protectoraat en na 1897 werd het een Franse kolonie. Sinds 1958 is het eiland weer een zelfstandige natie. Op het wapen staat een muurkroon bestaande uit zeven kantelen. Deze zeven kantelen staan voor de zeven grootste steden van het eiland: Antananarivo, Antsiranana, Fianarantsoa, Mahajanga, Toamasina, Antsirabe en Toliara. Het motto ny arivo lahy tsy maty indray andro is tevens een verwijzing naar de naam van de stad: Antananarivo betekent Stad van Duizenden.

## Vergelijkbare wapens

Het zegel van Madagaskar